# Долинный (Оренбургская область)
Долинный — посёлок в Первомайском районе Оренбургской области. Входит в состав Уральского сельсовета.

## География
Посёлок расположен в 27 км к юго-востоку от районного центра посёлка Первомайский, на правом берегу реки Вербовка.

## История
Впервые упоминается в 1902 г. как хутор Шепталов. В 1966 г. Указом Президиума ВС РСФСР поселок отделения № 4 совхоза «Уральский» переименован в Долинный.

## Население
| 2010 |
| ---- |
| 1    |